# Hans-Beimler-Medaille
| Hans-Beimler-Medaille        |
| ---------------------------- |
| Bandorden (Avers und Revers) |
| Interimspange                |

Die Hans-Beimler-Medaille war eine staatliche Auszeichnung  der Deutschen Demokratischen Republik (DDR), welche in Form einer tragbaren Medaille verliehen wurde.

## Geschichte
Die nach Hans Beimler benannte Medaille wurde am 17. Mai 1956 in einer Stufe vom Ministerrat der DDR gestiftet. Ihre Verleihung konnte nur an Einzelpersonen erfolgen, die im Rahmen des spanischen Bürgerkriegs (1936 bis 1939) seitens der Internationalen Brigaden gestanden hatten, soweit diese ihre antireaktionäre und antifaschistische Haltung in der Zeit des Nationalsozialismus beibehalten hatten.

## Aussehen und Tragweise
Die aus Silber bestehende Medaille ist stark nach innen gewölbt und zeigt auf ihrem Avers mittig das Porträt Hans Beimlers in Uniform der Republikaner. Auf seinem Kopf trägt er ein Schiffchen mit stilisierten Roten Stern. Um das Porträt herum ist sein Name: HANS BEIMLER zu lesen und darunter mittig seine Lebensdaten: 1895-1936. Das Revers der Medaille zeigt dagegen mittig den dreizackigen Stern der internationalen Brigaden mit der Umschrift: INTERNATIONALE (oben) BRIGADEN (unten). Diese ist wiederum von der äußeren Umschrift: KÄMPFER FÜR SPANIENS FREIHEIT (oben) und 1936-1939 (unten) umschlossen. Auf der Medaillenkante ist die Punze 900 eingeschlagen worden. Im Übrigen wurden aber auch Medaillen aus versilberter Bronze ausgegeben, in diesem Fall entfällt die eingeschlagene Punze. Getragen wurde die Medaille an einer 25 × 14 mm großen Spange an der linken oberen Brustseite.  Das Ordensband trägt einen beidseitigen 3 mm breiten schwarz-rot-goldenen Randstreifen und in der Mitte die Farben der spanischen Republik rot-gelb-violett in waagerechter Positionierung. Die Interimsspange ist von gleicher Beschaffenheit.

## Bekannte Träger
- Hermann Gartmann (1906–1972), später Generalmajor der Nationalen Volksarmee der DDR
- Alfred Kantorowicz (1899–1979), Publizist
- Norbert Kugler (1906–1982), Résistance-Kämpfer